# كور (بترون)
كور هي إحدى القرى اللبنانية من قرى قضاء البترون في محافظة الشمال.